# Lesgische Literatur
Die Lesgische Literatur  ist die Literatur in der lesgischen Sprache, des Volkes der Lesgier, das in Dagestan im nördlichen Kaukasus und Aserbaidschan beheimatet ist.
Zur lesginischen Literatur zählt auch die in anderen Sprachen von lesginischen Autoren verfasste Literatur. Sie hat viele Gemeinsamkeiten mit der Literatur anderer dagestanischer Völker. In der Zeit vom 8. bis 19. Jahrhundert wurde aufgrund der arabischen Eroberung bis zum Eintritt der Lesgier unter die russische Oberhoheit das arabische Alphabet verwendet. Eine reiche literarische Grundlage bilden erhalten gebliebene Schriften in arabischer und türkischer Sprache. Scharwili ist der Held des gleichnamigen lesgischen Volksheldenepos, sein Denkmal steht im Ort Achty. Das Scharwili-Festival, eine jährlich stattfindende Festveranstaltung, ist dem Helden gewidmet.

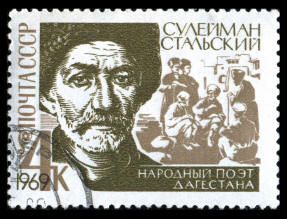
Suleiman Stalski auf einer sowjetischen 4-Kopeken-Briefmarke (1969)

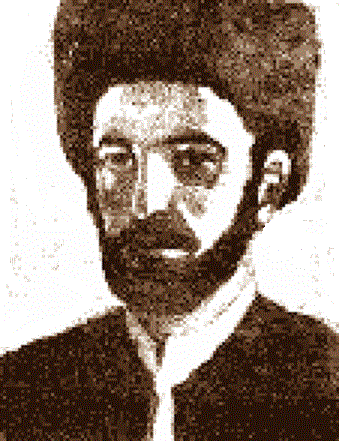
Etim Emin

Seit 1937 wird das kyrillische Alphabet verwendet, das an die phonetischen Merkmale der lesgischen Sprache angepasst ist. Ein berühmter modernerer Vertreter der lesgischen Literatur ist der lesgisch-sowjetische Dichter und Sänger Suleiman Stalski (1869–1937), der von Gorki auf dem Ersten Kongress der sowjetischen Schriftsteller 1934 als „Homer des 20. Jahrhunderts“ bezeichnet worden ist. Der Rajon Suleiman-Stalski in Dagestan ist nach ihm benannt. Viele seiner Werke sind ins Russische übersetzt. Eine ältere Persönlichkeit ist der aserbaidschanische Dichter Etim Emin (Magomed Emin Yetim) (1838–1884). Weitere lesgische Dichter sind Assef Mechman, Mairudin Babachanow, Gassan Alkadari, Gadschi Achtynski, Rassim Gadschijew, Abdusselim Ismailow, Sedaget Kerimowa, Schach-Emir Muradow, Sabit Riswanow, Said Kotschchjurski, Alirsa Saidow, Bairam Salimow, Seifulla Kurachski, Alibek Fatachow, Chanbitsche Chametowa und Tagir Churjugski. Der größte Verlagsort ist Machatschkala, die Hauptstadt der russischen Teilrepublik Dagestan. Von Gjaschi Gascharow und anderen wurde in den 1990er Jahren im Dagestan Buchverlag eine mehrbändige Chrestomathie zur lesgischen Literatur für höhere Schulen herausgegeben.
Lesgische Literatur in deutscher Sprache
- Steffi Chotiwari-Jünger (Hrsg.): Lesgische Prosa, Erzählungen und Miniaturen. Norderstedt 2021, 144 S., Übers. v. St. Chotwari-Jünger und Fasir Muallim. ISBN 978-3-7526-4257-5 (20 Erz. von sieben Autoren: Abduselim Ismail, Paskisat Fatulaj,  Fejsudin Nagai, Sedaghet Kerim, Arben Kardasch, Fasir Muallim, Wad-Ker), mit einem Nachwort der Herausgeberin.
- Einzelne Gedichte, Erzählungen, Folklore in Sammlungen bzw. Zeitungen/Zeitschriften: siehe Chotiwari-Jünger, Steffi: Die Literaturen der Völker Kaukasiens, Wiesbaden 2003, SS. 95–98, 233–234.